# Dominique Rey
Dominique Marie Jean Rey (* 21. září 1952, Saint-Étienne) je francouzský římskokatolický duchovní, biskup z Fréjus-Toulon, teolog, esejista a básník.

## Život
Dominique Rey se narodil v roce 1952, v Saint-Étienne, 60 km od Lyonu. Vystudoval politickou ekonomii na univerzitě v Lyonu a následně obhájil i doktorát z ekonomie na univerzitě v Clermont-Farrand. Vystudoval teologii a kanonické právo na katolickém institutu v Paříži. Po vysvěcení na kněze v roce 1984 působil ve farnostech pařížské arcidiecéze. V letech 1995-2000 působil jako kurát (farní vikář) ve farnosti u Nejsvětější Trojice v Paříži.
Dne 16. května 2000 jej papež Jan Pavel II. jmenoval biskupem diecéze Fréjus-Toulon. Biskupské svěcení přijal z rukou kardinála Lustigera 17. září 2000. Mons. Rey je zastáncem spíše tradiční katolické linie, na žádosti vysluhuje mše a svěcení i v tradičním římském ritu. 7. ledna 2025 rezignoval na funkci diecézního biskupa diecéze.

## Galerie

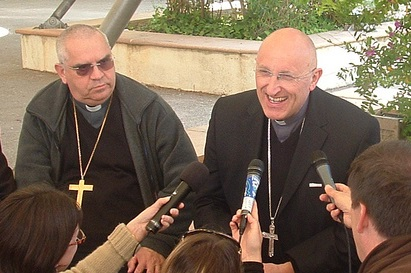
Jean-Pierre Cattenoz, arcibiskup avignonský (vlevo) a Dominique Rey během tiskové konference (2009)
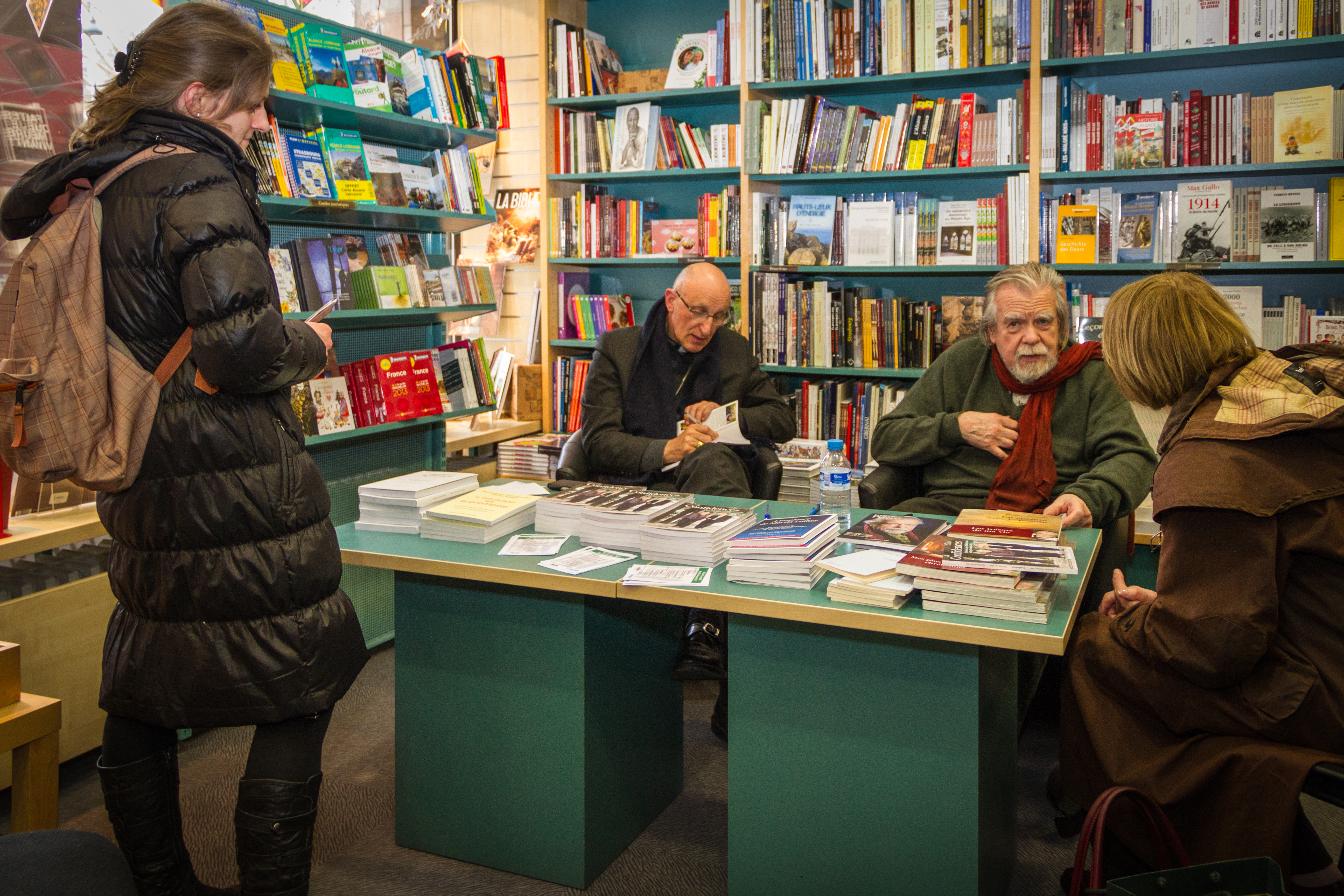
Dominique Rey (vlevo) a Michael Lonsdale během autogramiády (Štrasburk, 10. dubna 2013)